# Encyclopedia of Library and Information Sciences
La Encyclopedia of Library and Information Sciences (Enciclopedia de Bibliotecología y Ciencias de la Información) que hasta la tercera edición se denominó Encyclopedia of Library and Information Science (en singular) es una enciclopedia de temas relacionados con la biblioteconomía y las ciencias de la información.

## Historia
Se publicó por primera vez entre 1968 y 2003 en 73 volúmenes bajo la dirección de Allen Kent, Harold Lancour y Jay E. Daily. La segunda edición editada por Miriam Drake se publicó en 2003 en 4 volúmenes, la tercera edición editada por Marcia J. Bates y Mary Niles Maack publicó en 2010 siete volúmenes y una cuarta edición hecha por John D. McDonald y Michael Levine-Clark publicó en 2017 también en siete volúmenes.

## Reseñas
Joseph C. Meredith publicó una «Revisión de reseñas», que resume treinta y nueve reseñas anteriores de la primera edición. Sus hallazgos mencionan «omisiones, errores, inexactitudes e inconsistencias; referencias cruzadas inadecuadas; falta de uniformidad de estilo; falta de equilibrio en la extensión de los artículos; referencias y bibliografías inadecuadas» la cual concluye con que «como enciclopedia, la enciclopedia es un fracaso, contiene muchos artículos excelentes».
James D. Anderson revisó la segunda edición. Descubrió que: «Lamentablemente, muchos de los problemas de la primera edición han sido heredados, incluso exacerbados, por la segunda edición» y concluyó con: «Esta nueva segunda edición resulta no ser tan nueva después de todo, especialmente con respecto a los más artículos básicos. No se puede recomendar, especialmente para las bibliotecas que poseen la primera edición. En general, parece se  destinado principalmente a ganar dinero en lugar de describir el estado del arte en el siglo XXI. Nos recuerda a las compañías farmacéuticas que cambian el color de una pastilla para obtener una nueva patente».
La tercera edición fue analizada por Tony Chalcraft que señala: «De los 565 artículos, más de 400 son completamente nuevos en esta edición, lo que representa alrededor del 70 por ciento del material total». Mientras que ELIS2 se dedicó únicamente a la bibliotecología y la ciencia de la información, ELIS3 aborda además «la archivística, los estudios de museos y la gestión de registros... así como... la bibliografía, la informática, los sistemas de información y los estudios sociales de la información». Concluye: «un logro indiscutible en la recopilación de material en el amplio campo de las ciencias de la información y la biblioteca que no se puede obtener en ningún otro lugar. Simplemente no hay otro trabajo que se le acerque en escala o extensión y para bibliotecarios y especialistas en información debe ser considerado como la fuente de referencia preeminente para la profesión». El editor en jefe escribió sobre el alcance del trabajo.

## Ediciones y volúmenes
- Encyclopedia of Library and Information Science. Primera edición, vol. 1-73. 1968-2003. Editado por Allen Kent, Harold Lancour y Jay E. Daily. Nueva York: Marcel Dekker.
  - vol. 1: Rendición de cuentas a la Associacao Brasileira De Escolas De Biblioteconomia. 1968.
  - vol. 2: Association Canadienne des Bibliothèques to Book World. 1969.
  - vol. 4: Caligrafía a la iglesia. 1970
  - 13, 1975
  - 23, 1978
  - vols. 46-47: índices de los v. 1-45.
  - vol. 73: índice de los v. 48-72.
- Encyclopedia of Library and Information Science. Segunda edición, vol. 1-4. 2003. Editado por Miriam A. Drake. Nueva York: Marcel Dekker. ISBN 0-8247-2075-X. (+ 1 suplemento 2005 ISBN 0849338948
- Encyclopedia of Library and Information Science.  Tercera edición, vol. 1-7. 2010. Editado por Marcia J. Bates y Mary Niles Maack. Boca Ratón, FL: CRC Press. ISBN 084939712X Contenido, 3. edición, vol. 1-7: Biblioteconomía Académica
- Encyclopedia of Library and Information Sciences.  Cuarta edición, vol. 1-7. 2017. Editado por John D. McDonald y Michael Levine-Clark. Boca Ratón, FL: CRC Press. ISBN 146655259X